# Dorfkirche Neidschütz

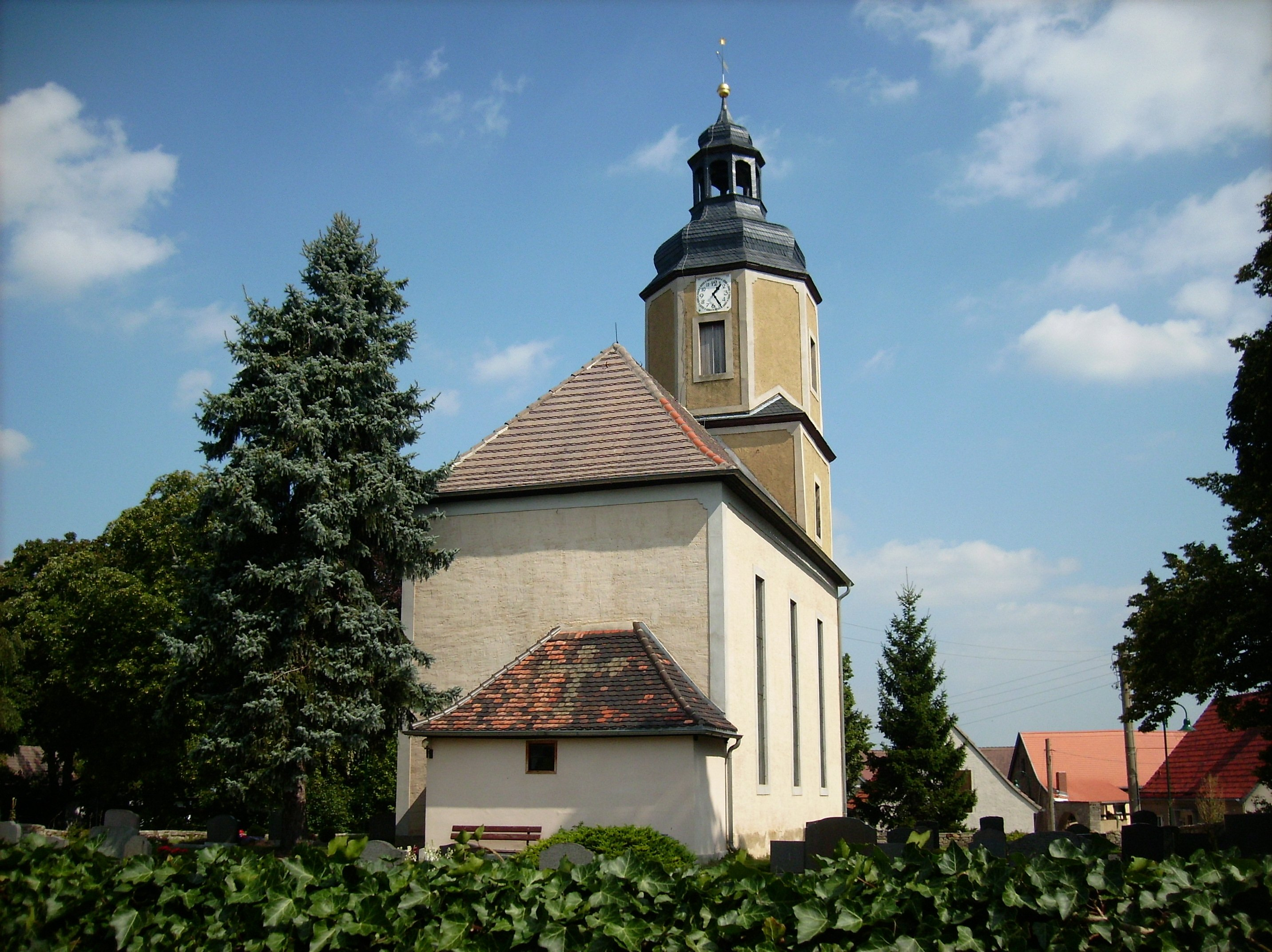
Die Kirche in Neidschütz

Die evangelische Dorfkirche Neidschütz befindet sich in Neidschütz, einem Ortsteil der Stadt Naumburg (Saale) im Burgenlandkreis in Sachsen-Anhalt. Sie steht unter Denkmalschutz und ist mit der Erfassungsnummer 094 83732 im Denkmalverzeichnis des Landes registriert.

## Beschreibung

### Gebäude
Die Kirche ist eine Chorturmanlage im ummauerten Kirchhof des Ortes. Vom ehemaligen romanischen Bau sind die Unterteile des Turms sowie die reich profilierten Rundbogenfenster im Anbau auf der Nordseite erhalten geblieben. Die im Chorbogen befindliche Jahreszahl 1792 weist auf den Neubau in dieser Zeit hin.

### Innenraum und Ausstattung
Im Innern befinden sich eine sparsam stuckierte Spiegeldecke sowie doppelte Emporen an den Seitenwänden. Im Westteil steht eine Orgelempore. Die Taschenladenorgel wurde im Jahr 1912 durch Wilhelm Sauer aus Frankfurt/Oder errichtet. Über den Durchgängen des schlanken Kanzelaltares befinden sich Darstellungen von Moses und Aaron. Zur Erinnerung an den Abbruch der alten bzw. an den Neubau der heutigen Kirche befindet sich eine Tafel im Gebäude.